# Mario d'Angelo
 (février 2024).
Pour les articles homonymes, voir D'Angelo.
Mario d'Angelo, né le 16 septembre 1954 à Hombourg-Haut, est un universitaire français, d'origine italienne et allemande, spécialisé en management dans les entreprises culturelles et dans les politiques publiques culturelles.

## Parcours
Mario d'Angelo est titulaire d'un doctorat de sociologie de l'Institut d'études politiques de Paris sur les rapports entre l'institution musicale et le système social français. Il est par ailleurs diplômé (DESS) de l'Université Paris-Dauphine. Dans sa formation musicale, il a bénéficié des conseils de la pianiste et pédagogue Hélène Boschi.
Auteur d'un rapport commandé en 1989 par le ministère de la Culture concernant les besoins de formation en gestion et management dans le secteur de la culture et de ses industries, il cofonde en 1990 le mastère spécialisé en management des entreprises culturelles au sein du groupe ESC Dijon Bourgogne, et en assure la direction jusqu'en 2014. Il est depuis directeur scientifique du pôle MECIC (Management des entreprises culturelles et industries créatives) de l'ESC Dijon.
De 1995 à 2002, il est expert auprès du Conseil de l'Europe pour les politiques culturelles et à ce titre publie 4 ouvrages à partir du "Programme européen d'évaluation des politiques culturelles nationales" que conduit le Conseil de l'Europe.
De 1998 à 2014, il est professeur associé à l'université Paris-Sorbonne puis chercheur (HDR) de l'Observatoire musical français où il anime notamment la publication de la série « Activités et institutions musicales ».
Mario d'Angelo a par ailleurs été l'un des fondateurs de l'association des Amis de l'abbaye de Fontfroide (Narbonne) en 1983 et en a été le secrétaire général pendant 10 ans. En 1990, il cofonde avec d'autres experts européens l'association Idée Europe intervenant dans les domaines culturels, créatifs et touristiques et éditant des études dans sa collection Innovations et Développement. Il est également membre de l'Institut Théodore Gouvy. Il est depuis 2010 membre du conseil d'administration de l'École supérieure d'art de Clermont Métropole (ESACM).

## Travaux
Les travaux de Mario d'Angelo portent principalement sur deux axes : 
- La mondialisation dans les arts et la culture : à partir du début des années 1980, il analyse l'internationalisation de l'industrie musicale par le système des interactions autour des règles du jeu de la notoriété qui induisent des stratégies de concentration, de diversification et d'internationalisation. Par la suite, collaborant pendant 11 années au Haut Conseil de la francophonie et à l'Organisation internationale de la francophonie (OIF), il s'est attaché à démontrer l'importance des référents identitaires et des objectifs de diversité culturelle.
- L'action dans les collectivités publiques et dans les organisations artistiques et culturelles (publiques et privées, secteurs marchand et non marchand) : en considérant que les acteurs politico-administratifs et les managers dans le secteur de la culture doivent agir dans des cadres de contraintes, des systèmes d'action, il applique la démarche stratégique du Centre de sociologie des organisations (Michel Crozier et Erhard Friedberg), méthode pour faire des choix en fonction des environnements pertinents, pour structurer et mener aussi bien l'action publique que les entreprises et les projets culturels. Il s'est aussi préoccupé des questions de gouvernance dans un secteur culturel en mutation et à la recherche de ses marques entre un modèle interventionniste et un modèle libéral.

## Publications

### En tant qu'auteur ou coauteur d'ouvrages
- Les Politiques culturelles des villes et leurs administrateurs, avec Erhard Friedberg et Philippe Urfalino. La Documentation française, 1989  (ISBN 2-11-002257-4)
- La Renaissance du disque. Les mutations mondiales d'une industrie culturelle. La Documentation française, 1990
- Socio-économie de la musique en France, (préface de Stelio Farandjis). La Documentation française, 1997,  (ISBN 2-11-003704-0)
- Les Politiques culturelles en Europe, avec Paul Vespérini. Strasbourg : éditions du Conseil de l'Europe. Paru en français et en anglais en 4 volumes : 1. Approche comparative / A Comparative Approach (1998); 2. Méthode et pratique de l'évaluation / Method and Practice of Evaluation (1999) / ; 3. Régions et décentralisation culturelle / Regions and decentralisation (2000)
- Politiques culturelles en Europe : la problématique locale[5]. Éditions du Conseil de l'Europe, 2000,  (ISBN 92-871-4325-0) ; Cultural Policies in Europe: Local Issues. Strasbourg: Council of Europe Publishing, 2001 ; version italienne (Politica e cultura delle città in Europa, Roma-Bari, Sapere 2000, 2003).
- Les Groupes médiatico-culturels face à la diversité culturelle. Idée Europe (coll. Innovations & Développement) rééd. 2002,  (ISBN 2-909941-05-1)
- Perspectives de gestion des institutions musicales en Europe. OMF-Université Paris-Sorbonne, 2005,  (ISBN 2-84591-130-0)
- Gouvernance des politiques publiques de la culture en Europe, Paris, Idée Europe (coll. Innovations & Développement, 2013,  (ISBN 2-909941-11-6)
- La Musique dans le flux télévisuel. OMF-Université Paris-Sorbonne, 2014,  (ISBN 2-84591-203-X)
- Les musiciens en France : revenus, activités et profils professionnels, avec Paul Vesperini et Arnaud Marichez, Paris, Idée Europe (coll. Innovations & Développement), 2014,  (ISBN 2-909941-10-8)
- Acteurs culturels: positions et stratégies dans le champ de la culture et des industries créatives. Une étude dans vingt pays d'Europe, Paris, Idée Europe (coll. Innovations & Développement), 2018,  (ISBN 2-909941-13-2)
- Les langues dans la glocalisation: le cas du français, Paris, Idée Europe (coll. Innovations & Développement). 2020,  (ISBN 2-909941-16-7)
- Qui sont les acteurs culturels ? Une typologie des situations stratégiques dans le champ culturel et créatif, Paris, Editions du Manuscrit, 2025.  (ISBN 978-2-304-05646-4)

### En tant que directeur ou codirecteur d'ouvrages collectifs
- Regards croisés sur l'Occident, Eurorient no 31, 2011, L'Harmattan, (avec Djamchid Assadi)   (ISBN 978-2-296-54307-2)
- La Musique à la Belle Époque. Autour du Foyer artistique de Gustave Fayet - Béziers, Paris, Fontfroide - (textes réunis et édités avec le soutien de l'Observatoire musical français et de Idée Europe), Paris, éditions Le Manuscrit, 2013, (ISBN 978-2-304-04152-1) (ouvrage papier)  (ISBN 978-2-304-04153-8) (numérique)  (ISBN 978-2-304-24153-2) (epub).
- Théodore Gouvy, recherches récentes (Actes du deuxième colloque international, Paris, 2019). Paris : Éditions Le Manuscrit, 2023, (avec Martin Kaltenecker et Marc Rigaudière)  (ISBN 978-2-304-05350-0)

### En tant qu'auteur ou coauteur d'articles scientifiques
- « L'Attractivité culturelle et touristique de la Méditerranée », Eurorient no 27, 2008, L'Harmattan, p. 139-148
- « La Musique au diapason de la gestion. Quel cadre conceptuel pour la gestion des activités liées à la musique ? », Musicologies no 2, 2005, OMF-Université Paris-Sorbonne.
- « Urbi et Orbi. Culture et rayonnement international des villes d’Europe », Revue Espaces, no 193, 2002, p. 20-27.
- « La négociation de la convention de protection sociale de 1977 dans la sidérurgie », Cahiers de recherche du Centre supérieur des affaires, Jouy-en-Josas, 1981